# 正方形

正方形。（甲・乙・丙・丁は角）

正方形にその対角線を点線で書き加えたもの。

正方形（せいほうけい、英: square）または正四角形（せいしかくけい、せいしかっけい）は、平面上の幾何学において、4つの辺の長さが全て等しく、かつ、4つの角の角度が全て等しい四角形のこと。従って、4つの角は全て直角（90度）になっている。日常語では真四角（ましかく）とも呼ぶ。
正方形は正多角形の一種であり、また長方形、菱形、平行四辺形、台形、凧形の特殊な形だと考えることもできる。
面積の単位である平方メートルは、一辺1mの正方形の面積と定義される。1cm2、1km2なども同様である。

## 他の図形との関係
以下では他の平面図形のクラスとの比較を挙げる。すべての場合において、正方形は各クラスの特殊な場合であり、逆に各クラスは一般には正方形とは言えないのである。
正方形と長方形
正方形は、全て角の角度が等しいという性質を持っている。従って、正方形は長方形の一種である。
一方、長方形は「4つの辺の長さが全て等しい」という性質は持っていない。従って、長方形は一般には正方形ではない。
正方形と菱形
正方形には2本の対角線が存在するが、その長さは等しく、またこの2本の対角線は直交する。逆に、対角線の長さが等しい菱形（4つの辺の長さが全て等しい四角形）は、正方形となる。
一方で、菱形は「4つの角の角度が全て等しい」という性質は持っていないため、菱形は一般には正方形ではない。
正方形と平行四辺形
正方形の向かい合う辺は、必ず平行である。従って正方形は平行四辺形の一種である。
一方で、平行四辺形は「4つの辺の長さが全て等しい」「4つの角の角度が全て等しい」という性質を持っていないため、平行四辺形は一般には正方形ではない。
正方形と台形
平行四辺形は台形の一種であるため、正方形は台形（向かい合う1組の辺が平行な四角形）の一種であるとも言える。
一方で、台形は向かい合う2組の辺がどちらも平行であるとは限らず、従って一般に平行四辺形や正方形ではないため、正方形は台形の特殊な場合と言える。
正方形と凧型
正方形の4つの辺の長さは全て等しい。よって対頂点（辺を共有しない、向かい合う2つの頂点）に接する辺の長さも等しい。従って、正方形は凧型（1組の対頂点に接する辺の長さが等しい四角形）の一種であると言える。
一方で、凧型は「4つの辺の長さが全て等しい」「4つの角の角度が全て等しい」という性質を一般に持っていないため、凧型は正方形とは限らない。

## 性質
正方形は、長方形、菱形、凧形、平行四辺形、台形の「特殊な形」と言えるので、それらの図形が持つ性質は全て持っている。また、それとは別に四角形の中では正方形だけが持つ性質もある。以下に正方形の性質の具体例を幾つか列記する。
- 正方形の1辺の長さを2乗すれば、その正方形の面積が算出できる。
- 正方形の対角線の長さにその半分の長さをかけると、その正方形の面積が算出できる。すなわち正方形の面積は、その対角線を長さ（長方形の長い方の辺の長さ）その半分を幅（長方形の短い方の辺の長さ）とする長方形の面積と等しい。
- 正方形Aの内接円と、正方形Bの外接円、それぞれの円の半径が等しい時、正方形Aの面積は、正方形Bの面積の2倍となる。
- 正方形は、全て角の角度が等しい四角形であるため、必ず正方形の内角はどれも直角となる。よって、正方形の向かい合う辺は、必ず平行となる。
- 全ての正方形は、互いに相似である（相似でない正方形は存在しない）。さらに、辺の長さの等しい正方形同士ならば、それらは合同である。また、対角線の長さの等しい正方形同士も、それらは合同である。
- 正方形には2本の対角線が存在するが、その長さは等しく、またこの2本の対角線は直交する。なお、この2本の対角線の交点は、正方形の重心となっている。
- 正方形は、対角線の交点（重心）を中心点とした点対称な図形である。ところで点対称とは、中心点を軸に180度回転した像と元の像が重なり合う状態を言う。したがって、正方形の重心を中心として180度回転させると元の像と重なり合うのは当然だが、正方形の場合は、さらに重心を中心として90度回転させた場合も元の像と重なり合う。
- 正方形は、対角線、または、向かい合う辺の中点同士を結ぶ線分に対して、線対称な図形である。したがって、これらの線で折り返した場合、重なり合う。なお、これらの線は必ず正方形の重心を通る。また、これらの線は合わせて4本あるので、対称軸が4本あると言うことができる。ちなみに、四角形が持ち得る対称軸は、最大で4本である。なお、一般に、正n角形にはn本の対称軸が存在するが、正方形（＝正4角形）の場合もこのことは当てはまっている。

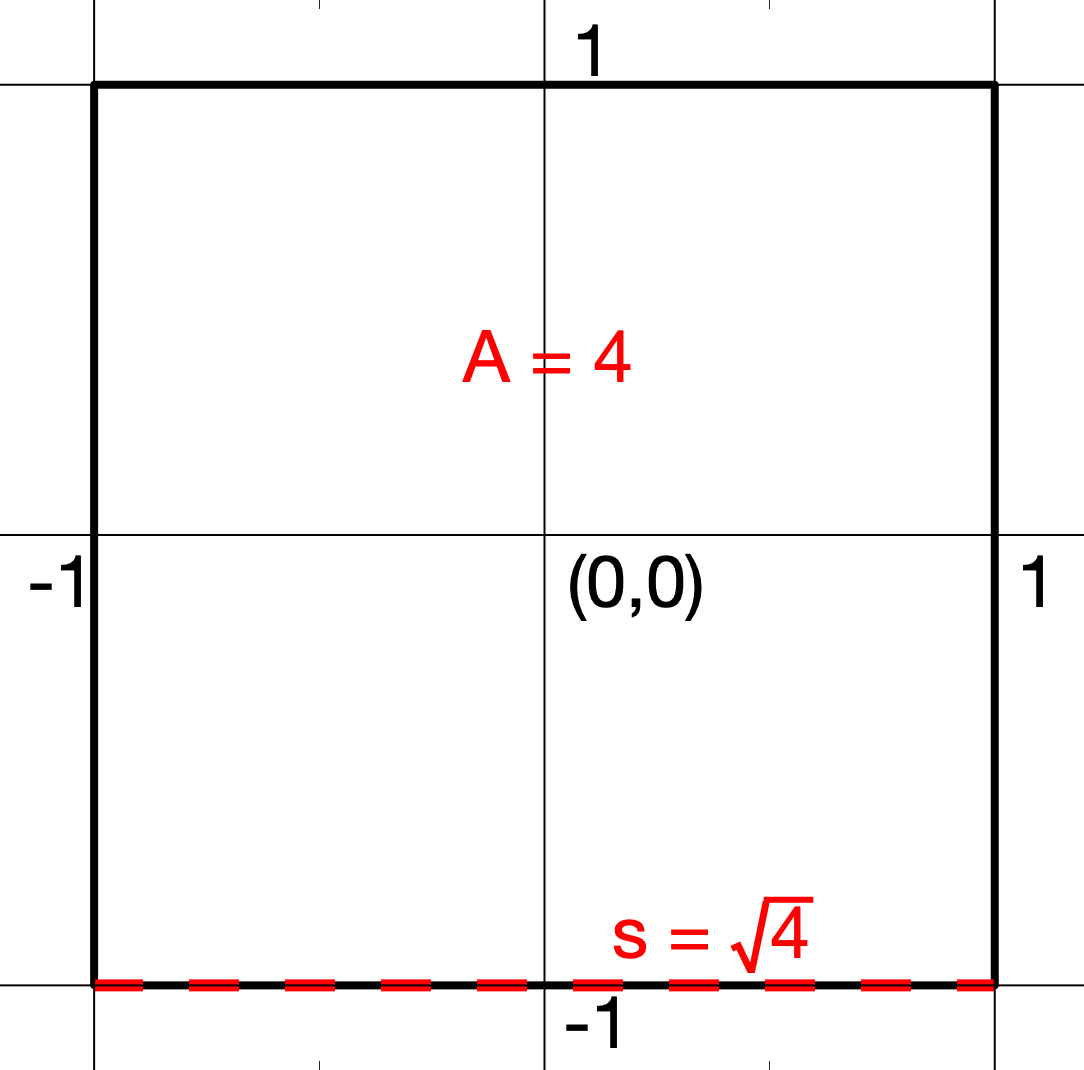
原点に重心があり、辺が軸に平行で、一辺の長さが2の正方形

- 正方形の重心を原点に取り、軸に平行に取った辺の長さが2である正方形の頂点の座標は (x, y) = (1, 1), (1, −1), (−1, 1), (−1, −1) となる。この正方形の内部は −1 < x < 1, −1 < y < 1 として、(x, y) で表される点の集合として書ける。もしくは |x|n + |y|n < 1 の n → ∞ の極限である。ただし、この式では辺と頂点は含まない。
- 正方形は正多角形の一種である。正多角形のうち平面を隙間なく敷き詰めることのできる図形は、正三角形、正方形、正六角形の3種のみである（なお、平面を隙間なく敷き詰めることのできる正多角形以外の図形は、例えば平行四辺形など、他にも存在する）。また、正多角形のうち正多面体の面になり得るものは、正三角形、正方形、正五角形の3種のみである。全ての面が正方形である正多面体は正六面体であり、一般に立方体と呼ばれる。

## 正方形ならではの事項
- 正六面体（立方体）の面は、正方形である。
- 地図の投影法の一種である正距円筒図法は、正方形図法という別名を持つ。これは、正距円筒図法で書かれた地図の経線と緯線が等間隔に直交し、ちょうど正方形のマスができるためである。
- 一般的な折り紙は、正方形の紙である。
- 数の一種である平方数は、正方形数とも呼ばれる。
- 「任意の正方形を、2個以上の全て異なる大きさの正方形に分割できるか」という問題は、ルジンの問題として知られる。かつては解がないだろうと予想されていたが、後に幾つかの解が発見された。
- 数式

{\displaystyle r=n\sec((1/4)\arccos(\cos(4\theta )))}
で表すことができる。{\displaystyle n}は正方形の一辺の長さを表す。